# Габонська федерація футболу
Габонська федерація футболу (англ. Gabonese Football Federation, фр. Fédération Gabonaise de Football) — організація, що здійснює контроль та управління футболом у Габоні. Розташовується в столиці держави — Лібревілі. ГФФ заснована 1962 року, 1966 року вступила до ФІФА, а в КАФ — 1967 року. 1978 року стала членом-засновником УНІФФАК. Федерація організує діяльність та керує національними збірними з футболу (чоловічою, жіночою, молодіжними, футзальною). Під егідою федерації проводиться чемпіонат країни, кубок країни та багато інших змагань.